# Ehenbach
Der Ehenbach ist ein rechter Nebenfluss der Naab.

## Verlauf
Er entspringt gut anderthalb Kilometer südwestlich des Pfarrdorfs Ehenfeld der Stadt Hirschau und schlängelt sich von dort in ostsüdöstlicher Richtung durch das Oberpfälzische Hügelland. Nach über 18 km mündet er etwas nördlich des Dorfes Unterköblitz, eines Ortsteils des Marktes Wernberg-Köblitz, von rechts in die Naab.
Im September 1999 wurde ein Teil des Flusslaufes renaturiert.

## Zuflüsse
- (Abfluss der Kindlasteiche), von links und Ostnordosten nahe der AS 19, 2,0 km und 1,9 km²[2]
- Kindlasbrunnenbach, von links an der Hölzlmühle von Hirschau, 2,6 km und 2,0 km²[2]
- (Bach vom Lothosweiher her), von rechts und Westen vor der Hirschauer Waldmühle am Waldaustritt, 2,4 km und 3,0 km²[3]
- (Bach vom Höllberg (514 m ü. NHN)), von links und Nordosten bei der Waldmühle
- Hirschauer Mühlbach, mit linken Hauptoberlauf Eschenbach, von rechts und Westen am Westrand der Stadt Schnaittenbach, 8,3 km und 37,4 km²[3]
- Fischerpaintbach, von rechts und Süden nach Durchqueren von Schnaittenbach am Nordrand, 4,1 km und 2,1 km²[3]
- Wilberbach, von rechts und Süden im östlichen Schnaittenbach, 3,1 km und 2,3 km²[4]
- Weidelbach, von links und Nordwesten an der Seblasmühle von Schnaittenbach, 3,4 km und 6,4 km²[4]
- Richtbach, von links und Norden, 3,1 km und 1,8 km²[4]
- Kuhhutbach, von links und Norden kurz vor dem Schnaittenbacher Dorf Holzhammer, 3,6 km und 4,7 km²[5]
- Rohrweiherbach, von rechts und Südwesten vor der Kläranlage unterhalb von Holzhammer, 4,7 km und 4,3 km²[5]
- Waldgraben, von links und Westnordwesten nach Unterqueren der A 93, 2,9 km und 9,9 km²[5]
- Flachenweihergraben, von links und Westnordwesten an der Bahnstrecke Regensburg–Weiden, 2,4 km und 4,3 km²[6]

## Orte am Lauf
Orte am Lauf mit ihren Zugehörigkeiten. Nur die Namen tiefster Schachtelungsstufe bezeichnen Siedlungsanrainer.
- Landkreis Amberg-Sulzbach
  - Stadt Hirschau
    - Ehenfeld (Kirchdorf, mit Abstand links)
    - Hölzlmühle (Einöde, links)
    - Waldmühle (Einöde, rechts)

  - Stadt Schnaittenbach
    - Haidhof (Dorf, rechts)
    - Schnaittenbach (Hauptort, rechts)
    - Forst (Dorf, links)
    - Seblasmühle (Einöde, links)
    - Holzhammer (Dorf, überwiegend links)
- Landkreis Schwandorf
  - Markt Wernberg-Köblitz
    - (ohne nahe Siedlungsplätze, rechts)
- Landkreis Neustadt an der Waldnaab
  - Gemeinde Luhe-Wildenau
    - (ohne nahe Siedlungsplätze, links)
- Landkreis Schwandorf (rechts)
  - Markt Wernberg-Köblitz
    - Unterköblitz (Kirchdorf, mit Abstand rechts)